# Niskasaari (ö i Norra Karelen, Joensuu, lat 62,69, long 29,66)
Niskasaari är en ö i Finland. Den ligger i sjön Höytiäinen och i kommunen Kontiolax i den ekonomiska regionen  Joensuu ekonomiska region  och landskapet Norra Karelen, i den sydöstra delen av landet, 400 km nordost om huvudstaden Helsingfors. Öns area är 2,7 hektar och dess största längd är 390 meter i sydöst-nordvästlig riktning.